# Gabi
Gabi foi um programa de entrevistas apresentado por Marília Gabriela e produzido pela RedeTV!, e exibido de 5 de junho de 2000 a 30 de abril de 2002. 
Após sair do SBT, Marília Gabriela conversou com diversas emissoras como a Rede Bandeirantes, mas acabou acertando com a RedeTV! na metade de abril de 2000. "Eles me queriam lá para fazer um programa noturno de entrevistas. [...] Expus, então, a idéia [sic] de casar tevê e Internet e eles toparam na hora".

## História
De terça a sexta, o programa era exibido às 23h e, às segundas — por causa do humorístico Eu Vi na TV, de João Kléber, que entrava no ar nesse mesmo dia, às 23h, Gabi era transmitido às 0h. Às terças e quartas-feiras, o programa era ao vivo, enquanto nas segundas-feiras, por começar mais tarde, tratava-se sobre sexo. Inicialmente o programa se chamaria Gabi.com, mas foi renomeado para apenas Gabi pois a apresentadora pensou nas pessoas que não tinham internet em casa. Os telespectadores podiam fazer perguntas por e-mail, telefone ou fax. Além disso, Marília Gabriela se relacionava com a audiência também por meio de fotos. Com uma câmera digital, ela conseguia imagens peculiares de seus entrevistados, a pedido dos telespectadores.